# Ширяев, Сергей Фёдорович
Сергей Фёдорович Ширяев (17 июня 1867 — ?) — русский военный деятель, полковник, участник русско-японской войны.

## Биография
Сергей Ширяев родился 17 июня 1867 года в Саратовской губернии. Происходил из мещан. Православного вероисповедания, образование получил дома и в Николаевском инженерном училище по первому разряду. На службу вступил 31 августа 1883 года по выдержании экзамена из полного курса в Николаевском кадетском корпусе в Николаевское Инженерное училище юнкером. 26 февраля 1884 года произведён в унтер-офицеры, а 11 августа 1886 года в поручики с переводом во 2-й сапёрный Кавказский батальон, со старшинством 14 августа 1884 года. 24 сентября прибыл к батальону, 15 марта 1887 года назначен заведующим лазаретом и пересыльной частью.
3 августа 1887 года назначен заведующим унтер-офицерским и чертёжным классом батальонной школы, 24 декабря 1887 года командирован в штаб железнодорожной бригады. 3 января 1888 года отправлен к новому месту служения, 5 февраля того же года прикомандирован к 4-му железнодорожному батальону, 20 февраля 1887 года обучающим в телеграфно-гальваническом классе. 1 августа переведён на службу в 4-й железнодорожный батальон. 9 августа отправился для держания вступительного экзамена в Инженерную академию, 28 сентября по невыдержании экзамена исключён из списка экзаменующихся, 24 октября прибыл к батальону.
С 21 марта по 17 сентября Сергей Фёдорович Ширяев был командирован с технической железнодорожной командой в Варшавский военный округ для охраны железнодорожного Привислянского края. 27 июля произведён в поручики, со старшинством 14 августа 1888 года, с 2 октября делопроизводитель батальонного суда, с 12 октября 1889 года член суда общества офицеров. 3 ноября назначен заведующим железнодорожным имуществом, 20 ноября заведующий мастерскими, а 6 июня 1890 года заведующий батальонными лагерными постройками и депо. С 25 июля по 8 сентября 1890 года в составе 4-го железнодорожного батальона командирован на станцию Киверцы Юго-Западной железной дороги для постройки Луцкой военной железной дороги, для эксплуатации которой с 8 по 13 сентября командирован в Слоним для перевозки железнодорожного имущества, где он и состоял с 22 сентября по 1 октября.
По выходе из батальона переведён в Кронштадт для постройки железной дороги, 17 мая 1891 года прикомандирован к 2-му железнодорожному батальону. По прибытии батальона на станцию Барановичи 27 августа присоединился к батальону. С 19 по 30 августа командирован при 1-й роте на Санкт-Петербургскую Варшавскую железную дорогу для охраны поездов чрезвычайной важности. 23 октября 1894 года на законном основании 4-ю строительную роту, 1 ноября того же года сдал роту старшему в чине. 23 января 1895 года назначен хозяином офицерского бригадного собрания. 12 мая 1895 года командирован в Севастополь для производства опытов с подъездными железными дорогами. 12 декабря 1895 года вступил в должность заведующего железнодорожным имуществом. 1 августа 1899 года произведён в штабс-капитаны. С 6 по 28 октября командирован в Люблин для опытов с полевыми железными дорогами. 1 августа 1900 года произведён в капитаны.
Переведён командиром во 2-ю кадровую роту 4-го железнодорожного батальона для выполнения ценза на производство. В ночь с 24 на 25 февраля временно командовал железнодорожным батальоном, защищавшим станцию Мукден и работавшим по эвакуации этой станции в непосредственной близости от боя, шедшего по всей линии к югу и к западу от станции причем во время отступления армии от Мукдена с батальоном находился под сильным огнём неприятельской артиллерии, во время движения рот походным порядком по Мандаринской дороге и на высоте разъезда № 97 и станции Хишитай. Перешёл границу и вступил в пределы Маньчжурии 17 июня 1904 года. 26 февраля 1904 года Сергей Фёдорович Ширяев был произведён в подполковники с переводом в 3 железнодорожный батальон.
20 июня 1906 года в составе батальона отправился в Москву на эксплуатацию Савёловской ветки Московско Ярославско-Архангельской железной дороги. 9 апреля 1907 года отправился в командировку в ведение коменданта Москвы. С 6 сентября по 5 ноября в составе батальона строил Ижорскую военную железную дорогу. 5 января 1910 года отправлен в командировку в Дмитров для исполнения должность начальника охранной команды. 25 июня 1911 года произведён в полковники.
Сергей Фёдорович Ширяев был уволен со службы по домашним обстоятельствам.

## Награды
- Орден Святого Станислава 3-й ст
- Медаль в память царствования Императора Александра III
- Орден Святой Анны 3-й ст
- Орден Святого Станислава 2-й ст
- Орден Святой Анны 2-й ст с мечами
- Орден Святого Владимира 4-й ст
- Медаль за особые воинские заслуги